# Vorstadtweiber
Vorstadtweiber ist eine österreichische Fernsehserie, die die „bessere Gesellschaft“ der Wiener Nobelbezirke persifliert. Die Erstausstrahlung war am 12. Jänner 2015 auf ORF eins, ab 5. Mai 2015 wurde die Serie in Deutschland im Ersten gezeigt, und SRF zwei sendete die Serie ab 25. Mai 2015. Bereits vor Beginn der ersten, zehnteiligen Staffel wurde eine zweite Staffel angekündigt. Die dritte Staffel wurde im Frühjahr 2018 im ORF ausgestrahlt, ab Februar war sie im Ersten zu sehen. Die Dreharbeiten zur vierten Staffel liefen ab Juli 2018, die Ausstrahlung begann am 16. September 2019 im ORF; schon zuvor begannen die Arbeiten für eine fünfte Staffel. Im September 2020 startete die Produktion der sechsten und finalen Staffel.

## Hintergrund
Die Serie wird seit 2014 von der MR Film produziert und seit Jänner 2015 bei ORF eins ausgestrahlt. Ab Mai 2015 wurde die erste Staffel bei der ARD gesendet. Im Jänner 2015 wurde der Auftrag für die zweite Staffel fixiert. Die Dreharbeiten für die zweite Staffel begannen im Frühjahr 2015 und wurden im Herbst 2015 abgeschlossen, im ORF zu sehen war diese Staffel ab 14. März 2016. Die Rechte für die Serie wurden auch an das Schweizer Radio und Fernsehen (SRF) verkauft. Bereits während der Produktion der zweiten Staffel begannen die Vorbereitungen für eine dritte Staffel, die ab Herbst 2016 gedreht wurde und 2017 ausgestrahlt werden sollte. Die Dreharbeiten dauerten jedoch bis 2017 an, so dass die dritte Staffel erst von 8. Jänner bis 5. März 2018 gesendet wurde.
Im Februar 2018 wurde bekannt, dass im Sommer 2018 zehn neue Folgen für die vierte Staffel gedreht werden sollen. Bei den ersten fünf Folgen soll wieder Harald Sicheritz Regie führen, in der zweiten Staffelhälfte soll Mirjam Unger die Regie übernehmen.

## Handlung
Im Mittelpunkt stehen fünf Frauen (Waltraud, Nicoletta, Caroline, Maria und Vanessa), denen es in ihrer vermeintlich heilen Wohlstandswelt der Wiener Vorstadt eigentlich gar nicht besser gehen könnte. Sie führen lukrative Ehen, tragen teure Kleider und können ein Leben voller Luxus genießen. Doch als plötzlich eine von ihnen von ihrem Ehemann mittellos vor die Tür gesetzt wird, holt sie die Realität ein. Allmählich beginnt auch die Fassade der anderen Frauen zu bröckeln und sie befürchten, dass es ihnen genauso ergehen könnte. Korruption, Intrigen und eine Menge Leichen im Keller prägen den Alltag der Wiener Vorstadt. Während ihre Gatten in illegale Geschäfte verstrickt sind, bereiten die Frauen einen finanziellen Befreiungsschlag vor.

### Erste Staffel
Die Serie beginnt mit einer Szene vom Begräbnis des Ministerialrates Josef Steinberg. In Form eines Rückblickes wird sodann jener Hergang geschildert, der zum gewaltsamen Tod des Ministerialrats führte. Hierbei sind Eifersucht, Hass und Gier jene Motive, die viele der Beteiligten gegen den Ministerialrat hegen. Dieser will sich einerseits von seiner Ehefrau Waltraud trennen und zugleich das Verhältnis zu seiner Geliebten Nico legalisieren. Nico wird von Francesco in Zusammenhang mit seiner ehemaligen Beziehung zu Minister Schnitzler erpresst. Der Ministerialrat gefährdet aber auch einen geheimen Plan seiner Freunde, die sich mit Grundstücksspekulationen bereichern wollen: Steinberg ist für die Umweltverträglichkeitsprüfung eines Autobahnprojekts zuständig. Die Insiderinformation über die geplante Autobahn hat der Immobilienmakler Georg Schneider durch seine intime Beziehung zum Minister erhalten. Letztlich bekommt aber auch der Minister Wind von den Geschäften seines Geliebten und sieht in der Umweltverträglichkeitsprüfung eine Chance, die Blase platzen zu lassen. Beim Begräbnis von Ministerialrat Josef Steinberg werden die Ehefrauen der Spekulanten verhaftet, denn die Verträge lauten auf ihre Namen. Zusätzlich gerät Maria Schneider in den Verdacht, Steinberg erschossen zu haben. Dessen wahrer Mörder, Minister Schnitzler, wird hingegen als Kanzlerkandidat gehandelt. Zudem kommt die längere Affäre von Marias erst 16-jährigem Sohn Simon mit Waltraud ans Tageslicht und die Tatsache, dass beide ein Kind erwarten. In der Schlussszene der ersten Staffel fährt Maria ihren Mann Georg absichtlich mit dem Auto an.

### Zweite Staffel
Zu Beginn der Staffel sind Maria, Nicoletta und Waltraud zerstritten. Während Waltraud Maria immer noch übel nimmt, dass sie als Simons Mutter das Erbe ihres verstorbenen Mannes verwalten darf, sitzt Nico, von ihren Freundinnen im Stich gelassen, im Gefängnis. Zudem stellt sich überraschend heraus, dass nicht nur Waltraud, sondern auch Maria schwanger ist, was diese zunächst nicht hinnimmt. Durch das Verhandlungsgeschick ihrer Anwältin Tina wird Nico für eine hohe Strafzahlung aus dem Gefängnis entlassen. Da sie allerdings einen erheblichen Schuldenberg angehäuft hat, nimmt sie das Angebot von Tina, ihr neu übernommenes Lokal zu leiten, an. Unterdessen stecken Caro und Hadi in einer Ehekrise. Sie sehen sich gezwungen, eine Sexualtherapeutin aufzusuchen. Wie sich später herausstellt, hat Hadi seit längerem eine Affäre mit seiner Ex-Frau und Georgs Schwester Sylvia, weshalb sich Caro von ihm trennt und auszieht. Georg konnte Marias Mordversuch überleben und muss vorerst im Rollstuhl sitzen, weswegen die Familie Schneider in ein neues, barrierefreies Haus umzieht. Einen Karrieresprung machte Sabine, sie sitzt in einer beratenden Position im Umweltministerium und schmiedet weiterhin Pläne, die Machenschaften Hadis, Georgs und Bertrams auffliegen zu lassen. Zudem ist sie nun mit Helga zusammen, die ebenfalls großes Interesse an der Aufdeckungsarbeit hat. Nach der Geburt von Waltrauds Tochter Josephine beginnt sie zunächst ein Scheinverhältnis mit Joachim Schnitzler, von welchem sie stark ahnt, dass er Josefs Mörder ist. Auch Nico, die mit Jörg Pudschedl eine Beziehung angefangen hat, hat Schnitzler unter Verdacht. Marias Kind hat dadurch, dass sie mit dem dunkelhäutigen Callboy Timo eine Affäre hatte, ebenfalls dessen Hautfarbe. Georg, der von Anfang an wusste, dass er nicht der Vater sein kann, verheimlicht dies zunächst. In der Schlussszene der zweiten Staffel schießt Nicoletta mit Jörg Pudschedls Waffe auf der Hochzeit von Waltraud und Joachim auf letzteren. Die Kugel verfehlt ihn, allerdings wird Walli von einem Querschläger getroffen.

### Dritte Staffel
Waltraud erwacht, nachdem sie Monate wegen ihrer Schussverletzung im künstlichen Tiefschlaf gelegen ist, wieder im Beisein von Nico, Maria und Caro. Jörg Pudschedl, aus dessen Dienstwaffe die Kugel stammt, sitzt unterdessen in U-Haft, obwohl eigentlich Nico auf Joachim Schnitzler geschossen hat. Vanessa Schwarz gelangt an den USB-Stick mit dem Überwachungsvideo, durch das Schnitzler für den Mord an Otto Strobl überführt werden konnte.
Nachdem Timo, der Vater von Marias Sohn David, durch eine Intrige Georgs ins Gefängnis musste, beschließt Maria, sich von ihm scheiden zu lassen und sich zu rächen. Sie taucht in Indien unter, nachdem mit Hilfe der anderen Vorstadtweiber und Georgs Mutter Anna eine Manipulation für einen Mordverdacht erfolgte. Georg kommt jedoch ungestraft davon, und David und Anna folgen Maria nach Indien.
Die Ehe von Caro und Hadrian ist nach Sylvias Suizid in der Krise, sodass Caro mit dem Krankenpfleger Milo Albertin und Hadi seinerseits mit Vanessa eine Affäre beginnt. Beide Beziehungen sind nur kurzer Natur, trotzdem bedeutet dies das Ende der Ehe. Hadrian beginnt eine Affäre mit Dr. Barbara Bragana, und Caro gesteht ihrer Tochter Lea, die sie als Jugendliche zu ihrer Schwester gegeben hatte, dass sie ihre Mutter ist.
Simon wohnt mit Josefine derweil bei Walli und spielt dieser mit der Putzfrau Zorica, die er dafür bezahlt, eine Liebschaft vor, um sie eifersüchtig zu machen. Zorica verliebt sich zudem in Simon, doch er trennt sich von ihr, und es beginnt eine neue Liebe mit Waltraud.
Weil Bruno Pudschedl erfahren hat, dass Schnitzler der Mörder Josef Steinbergs ist, ermordet Schnitzler Bruno. Anschließend streift er als psychisch labile „tickende Zeitbombe“ durch Wien, wobei er auch noch den Journalisten Dieter West erschießt. Auf Rudi Braganas Geburtstagsfeier nimmt Schnitzler schließlich Geiseln, wird jedoch wegen mehrfachen Mordes verhaftet, bevor es zu einem Blutbad kommt. In der Schlussszene feiern Caro, Nico und Walli nach dem Schock vom Geiseldrama wieder im Wiener Nachtleben.

### Vierte Staffel
Caro findet in Milos Jacke einen Garagenöffner. Zusammen mit Waltraud und Nico fahren sie durch die Vorstadt, finden und öffnen ein Garagentor eines Hauses.
Leopold, Milos Fahrer und Anatols Neffe, verwechselt sie mit einem gerufenen Reinigungsteam und beauftragt sie, die nächtlichen Spuren einer angeblichen Party zu beseitigen. Dabei stoßen sie auf einen blutigen Teppich, der auf ein Verbrechen hindeutet und der bei Waltraud Schuldgefühle weckt, weil sie auf diesem Teppich Simon, den Vater ihrer Tochter, niedergeschlagen hat. Tatsächlich ist dort aber Gabriel Morena, der zuckerkranke Vater von Sonia Clementi, durch eine Unterlassungstat Sonias zu Tode gekommen. Leopold möchte den Leichnam Morenas einäschern lassen, der Bestattungsmitarbeiter wird allerdings von der Polizei verhaftet, sodass Leopold die Leiche wieder am Tatort ablegt, wobei er von Georg beobachtet wird. Der schläft dort, weil er das Haus als Makler verkaufen will, und legt die Leiche in einem Park ab. Interessenten für das Haus waren sowohl Gabriel Morena als auch Milo. Weil Georg dringend Geld braucht und die Zusammenhänge erkennt, versucht er, Milo zu einer Geldzahlung zu nötigen. Als dieser den Spieß umdreht, fälscht er die Unterschrift auf dem Kaufvertrag, um Geld von der Familie Morena zu bekommen. Im Zuge dessen wird offenbar, dass die Wohnung nicht etwa für Sonia, sondern deren Halbschwester Livia gedacht war, welche aus München kommen und dauerhaft in Wien leben soll.
Vanessa ist als Gabriel Morenas Sekretärin tätig, fälscht dessen Unterschriften und plant, mittels gefälschten Testaments an dessen Erbe zu gelangen. Ihr Geliebter, Werner Vogel, vergiftete vor Gabriel Morenas Tod einen für diesen bestimmten Tafelspitz, der allerdings erst bei der Trauerfeier serviert wird. Dabei kommt der Friseur Francesco zu Tode, Nico, Livia und Jörg Pudschedl, der mit Tabata Goldstaub ermittelt, überleben die Vergiftung.
Bei der Testamentsverkündung wird offenbar, dass Gabriel Morena der Vater von Georg ist, aber seine Frau, Greta Morena, ist nicht die leibliche Mutter von Livia, dafür die verstorben geglaubte Mutter von Nico.
Livia stellt Hadi als CEO von Morenas Firma an, dieser zeigt die Firma allerdings wegen unlauterer Geldeingänge bei der Polizei an.
Dahinter steckt Milo, der mit Livia zwar verheiratet ist, die Scheidung möchte, um mit Caro zusammen zu sein.
Sonias Diabetesmedikament ist eine Partydroge geworden, die Gabriel Morena über Milo vertrieb und damit Morenas defizitäre Firma stützt.
Die Drogen werden auf Geheiß Milos zu Werner Vogels Werkstatt transportiert, Frau Berg, die die Drogen produzierte, folgt ihnen und bedroht Milo. Doch dieser rät ihr, zu fliehen. Kurz nach ihrer Flucht tauchen die Ermittler Tabata und Jörg auf, ohne jemanden festzunehmen.
Am Ende fährt Greta Morena wegen ihres Bauchspeicheldrüsenkrebses mit Livia zur Sterbehilfe in die Schweiz.

### Fünfte Staffel
Nico und Sonia führen mit ihrem Erbe ein Luxusleben und investieren mit Hadis Hilfe ins Unternehmen der exzentrischen Handtaschendesignerin Okka Lamarr. Sie wissen nicht, dass das Unternehmen wegen billiger Imitate – hinter denen Peter Herold, die Russin Jelena sowie Milo stecken – vor dem Abgrund steht. Das Design der angesagten Luxustaschen macht Okkas unscheinbare Schwester Leni. Diese doubelt heimlich Okka, die sie zwei Jahre zuvor im Affekt erschlagen hat. Leni täuscht schließlich Okkas Selbstmord vor und möchte mit Hadi, in den sie verliebt ist und den sie und ihre Schwester aus Jugendtagen kennen, ein neues Leben beginnen. Bei einem Autounfall verbrennt Leni. In Hadi weckt das Erinnerungen an ein analoges Ereignis aus Jugendtagen, bei dem er heimlich die Identität seines verstorbenen Freundes angenommen hat. Die Investigativjournalistin Priska Fischer veröffentlicht – teilweise basierend auf Hadis Informationen – die Story über Okka. Hadi, inzwischen mit Walli liiert, gesteht dieser seine wahre Identität und hat Angst, dass diese veröffentlicht wird.
Raoul tötet bei einem Streit Sonias Geliebten Leo, den diese ebenso loswerden wollte, weil er eine Affäre mit Nico hat. Zuerst verstecken Anatol und Sonia die Leiche auf Sonias Grundstück, später durchlöchert Anatol seinen Neffen Leo, der eigentlich in einem Kugelhagel sterben wollte, posthum mit einem Maschinengewehr. Anatol, der mittlerweile für Nico arbeitet, wird Sonias neuer Geliebter.
Milo, der mit Caro auf Ibiza lebt, kauft Hadis ehemalige Villa. Um die Haftentlassung Werners zu erwirken, schläft Vanessa mit Milo in der Wiener Villa und liefert ihn danach als eigentlichen Drogenboss an die Polizei aus. Caro besucht Milo im Gefängnis und beendet die Beziehung, weil sie Fotos von Milos Betrug mit Vanessa zugespielt bekommen hat. Georg erwirkt später Milos Haftentlassung.
Schnitzler, der lebenslang im Gefängnis sitzt, führt mit Hilfe von Raoul, Chantal und seiner Schwester Barbara Bragana einen verdeckten Rachefeldzug: Nico, Walli, Georg und Hadi werden ausspioniert und in Misskredit gebracht. Diese wollen dem ein für allemal ein Ende setzen und erreichen mit der erzwungenen Hilfe von Chantal, die nun bei Gericht arbeitet, Schnitzlers Freilassung. Chantal begibt sich daraufhin freiwillig in eine psychiatrische Klinik. Raoul – mittlerweile Nicos Geliebter – findet heraus, dass Schnitzler seinen Vater ermordet hat. Er stößt Schnitzler ins Wasser; kurz darauf fällt ein Schuss.

### Sechste Staffel
Ein Jahr später wird Raouls skelettierte Leiche gefunden. Schnitzlers vermeintliche Leiche bleibt verschollen. Jelena, die Schnitzlers Tasche gefunden hat, möchte mit ihrer Partnerin Olga die Vorstadtweiber Nico, Sonia und Walli erpressen. Der Erpressungsversuch fliegt auf.
Sonia lebt mit Anatol, der die Beziehung geheim halten will. Stattdessen schlägt Anatol vor, dass sich Sonia einen Cicisbeo nimmt. Nach einem Casting bekommt Timo den Job. Anatol spioniert die beiden aus und mit Hilfe von Anatols Exfrau Uschi, die ähnliche Erfahrungen mit Anatol gemacht hat, möchte Sonia Anatols Beziehungsmuster durchbrechen. Statt Anatol endgültig für sich zu gewinnen, kehrt er zu Uschi zurück. Sonia – von Anatol schwanger, was dieser ihr nicht glaubt – wendet sich Timo zu.
Nico hegt einen intensiven Kinderwunsch. Am Friedhof lernt sie Josefs Zwillingsbruder Jakob kennen und bemüht sich vorerst vergeblich um Jakobs Zuneigung.
Hadi möchte Walli heiraten. Diese will ihre Schwester Helena zur Hochzeit einladen, zu der sie keinen Kontakt mehr hat, weil diese jetzt als Schwester Antonia im Kloster lebt. Hadi erhält durch Priska Helenas Kontaktdaten, und Priska vermittelt Hadi auch einen Job als kaufmännischer Direktor beim Verlag, bei dem sie arbeitet. Priskas Buch über Okka Lamarr erscheint ohne Hadis Geschichte und Hadi widersteht Priskas Annäherungsversuchen.
Georg lebt als Folge der Pandemie komplett abgeschottet. Nach urologischen Problemen wird Prostatakrebs diagnostiziert. Als Georgs Mutter Anna nach einem Herzinfarkt im Krankenhaus im Sterben liegt, besucht er sie dort, kollabiert und wird operiert. Maria kommt auf Kurzbesuch aus Indien, wo sie mit David lebt und seit zwei Jahren mit dem Maharadscha von Goa verheiratet ist.
Vanessa wird von der Haft in die psychiatrische Klinik verlegt. Sie kommt ins Zimmer von Chantal, die Unterlagen über Schnitzler, die Weiber und deren Machenschaften hat. Vanessa horcht Chantal aus und wühlt in ihren persönlichen Dingen. Chantal versucht Vanessa daraufhin zu ersticken, was Pfleger Theo verhindern kann. Als Vanessa Chantal und Theo küssend erwischt, erpresst sie Theo, sie unter Chantals Identität aus der Psychiatrie zu entlassen. Chantal – als Unruhestifterin Vanessa auf Anraten von Braganas Freund Prof. Rosenberg nun in die geschlossene Abteilung verlegt – wird dort wenig später von Schnitzler erstickt. Theo verfolgt Schnitzler aufs Klinikdach, von wo Schnitzler in die Tiefe stürzt und stirbt.
Caro reist zu Wallis Hochzeit von Ibiza an und versöhnt sich mit Milo, der seinen betrügerischen Lebenswandel endgültig hinter sich lassen möchte. Walli lässt die Hochzeit mit Hadi im Hochzeitshotel auf dem Land im letzten Moment platzen und möchte einfach so mit ihm zusammenleben. Stattdessen geben sich in der schon versammelten Freundesrunde Jakob und Nico das Jawort.
Danach werden kurze Einblicke in die Zukunft der Vorstadtweiber gewährt: Werner und Vanessa sind in der Psychiatrie vereint. Hadi, Walli und Pia sehen Fini beim Reiten zu. Timo und Sonia bringen Sonias Sohn zu Anatol und Uschi. Jakob und Nico beugen sich über einen Zwillingsbabywagen. Milo erwischt Caro in flagranti mit einem Liebhaber. Georg posiert mit seinem neuen Partner Eugen vor dem Hochzeitshotel. Der Schriftzug Ende erscheint.

## Rezeption
Auf ORF eins hatte die erste Staffel im Schnitt 856.000 Zuseher, was einem Gesamtmarktanteil von durchschnittlich 28 Prozent entspricht. Die höchste Einschaltquote erreichte die fünfte Folge mit 984.000 Zusehern. In der ORF-TVthek waren die ersten zehn Folgen mit 1,2 Millionen Abrufen (bis 8. März 2015) die erfolgreichste fiktionale Serie seit dem Start der Plattform. Die Serie rief nach ihrer Premiere ein geteiltes Echo in der österreichischen Medienlandschaft hervor. Während die ORF-Fernsehdirektorin Kathrin Zechner die Serie als „unterhaltsame, qualitativ hochwertige und auf die Nähe zum Publikum ausgerichtete österreichische Fiktion“ bezeichnete und Isabella Wallnöfer von der Presse die Dialoge als „giftiger als beim US-Vorbild Desperate Housewives“ lobte, empfand Maciej Tadeusz Palucki von der Onlineausgabe derselben Zeitung die Figuren als klischeehaft und wenig differenziert und den Humor als flach. Guido Tartarotti kritisierte im Kurier die Figuren als karikaturhaft.
Das Urteil deutscher Medien war gemischt. Ursula Scheer von der Frankfurter Allgemeinen Zeitung schrieb: „Man müsste schon sehr viel Geduld mitbringen, bis der Korruptions-Plot und das Spiel, wer wen übers Ohr haut, halbwegs interessant werden.“' Und Marie Schmidt meinte in der Zeit: „Es tut einem ein bisschen leid um formidable Schauspieler wie Nina Proll, Simon Schwarz und Bernhard Schir. Und besonders um das Charaktergesicht von Gerti Drassl, das sich gelegentlich zu einer zuckrigen Puppenfratze verzieht, als wollte sie das Luxusweibchen-Getue doch noch ins Groteske ziehen.“
Ausgewogener fiel die Charakterisierung der Serie im Wochenmagazin Focus aus: „Als dumme Klischeeschleuder voller plumpen Humors wurde die Serie anfangs kritisiert. Gleichwohl ist Vorstadtweiber die erfolgreichste Produktion des ORF in den vergangenen 20 Jahren. Sie erreicht in Österreich Traumquoten von fast 30 Prozent Marktanteil. In Deutschland sahen bei der ersten Staffel im Schnitt vier Millionen Menschen zu, beim jungen Publikum war die Serie ein Hit.“ Und es heißt dort weiter: „Um politische Korrektheit schert sich der Autor wenig. Er entwirft keine modernen Frauen, die unabhängig und selbstbewusst ihr Leben meistern. Die Vorstadtluder lügen, intrigieren und spielen so falsch, dass sie sich buchstäblich vor Selbstekel übergeben müssen. Völlig unvermittelt schlagen Handlung oder Dialoge immer wieder eine unerwartete Richtung ein. Das macht den Reiz der Serie aus. Vulgär, derb und platt ist die Sprache. Und dann wieder entwickeln sich wunderbar absurde und umso wahrhaftigere Dialoge.“
Die erste Folge erreichte bei der Erstausstrahlung in der ARD bei den 14- bis 49-Jährigen einen überdurchschnittlichen Marktanteil in Höhe von 9,3 Prozent; beim Gesamtpublikum war sie die meistgesehene Sendung. Allerdings sanken die Quoten später, und die ARD platzierte die zweite und dritte Staffel im Spätprogramm. Nachdem die Sendung auf dem späten Sendeplatz ebenfalls schlecht abgeschnitten hatte, hat Das Erste die vierte Staffel nicht mehr ausgestrahlt.
Seit 1. April 2024 ist die komplette Serie, darunter die Staffeln 4 bis 6 als Erstausstrahlung in Deutschland, bei Netflix verfügbar.

## Auszeichnungen und Nominierungen
Nominiert für eine Romy wurden 2015 fünf Darsteller: Gerti Drassl, Maria Köstlinger, Proschat Madani, Juergen Maurer und Simon Schwarz. Oliver Auspitz, Andreas Kamm und Kurt J. Mrkwicka wurden mit der Akademie-Romy in der Kategorie Bester Produzent TV-Film ausgezeichnet. Gerti Drassl wurde 2017 mit dem Deutschen Schauspielerpreis als beste Darstellerin in einer komödiantischen Rolle geehrt.

## Besetzung
| Rolle                                             | Schauspieler              | Hauptrolle (Staffel) | Nebenrolle (Staffel)                | Gastauftritte (Staffel)              | Anmerkungen (mit Handlungshinweisen) |
| ------------------------------------------------- | ------------------------- | -------------------- | ----------------------------------- | ------------------------------------ | --- |
| Waltraud „Walli“ (von) Steinberg                  | Maria Köstlinger          | 1.01–6.11            |                                     |                                      | Verarmte Adelige, Ehefrau bzw. ab 1.08 Witwe von Josef, Ex-Affäre mit Simon, Patientin von Felix, Mutter von Josefine, Verlobte von Hadi. |
| Nicoletta „Nico“ Pudschedl geb. Huber             | Nina Proll                | 1.01–6.11            |                                     |                                      | Inhaberin der Nobelboutique „Null, Acht, Fünfzehn“, verkaufte illegale Ware, Tochter von Heinz Huber und Greta Morena, Ehefrau von Jörg, Ex-Affäre mit Josef, taucht vor der Steuerfahndung unter, arbeitet nach ihrer Haftentlassung im Edelrestaurant „Sattsam“ ihre Schulden ab. |
| Georg „Schorsch“ Schneider                        | Juergen Maurer            | 1.01–6.11            |                                     |                                      | Immobilienmakler, Ehemann von Maria, Vater von Simon, Großvater von Josefine, Sohn von Anna und Gabriel Morena, Bruder von Sylvia, Onkel von Pia und Marco, Affäre mit Rudi, ehemalige Affäre mit Schnitzler, Affäre mit Francesco, Patient von Barbara. |
| Dr. Hadrian „Hadi“ Melzer alias Florian Pirchner  | Bernhard Schir            | 1.01–6.11            |                                     |                                      | In 1.01–2.04 Bankdirektor, Ehemann von Caroline, Ex-Mann und Affäre von Sylvia, Vater von Pia und Marco, in 2.07–3.01 neuer Parteiobmann der Opposition, Klient von Barbara und ihre Affäre, Affäre mit Vanessa, Identität stammt vom reichen verstorbenen Jugendfreund, Verlobter von Walli, zuletzt kaufmännischer Direktor der Zeitung, in der Priska Fischer arbeitet.                         |
| Caroline „Caro“ Melzer geb. Schinnagl             | Martina Ebm               | 1.01–4.10            |                                     | 5.09 6.10–6.11                       | Ex-Sekretärin und Ehefrau von Hadrian, in 1.01–1.05 Affäre mit Bertram, Mutter von Lea, Stiefmutter von Pia, Tochter von Marianne, Schwester von Petra, Patientin von Barbara, Geliebte von Milo. |
| Anna Schneider †                                  | Gertrud Roll              | 1.01–3.10            |                                     | 4.06–4.07, 4.09 5.02, 5.04 6.03–6.04 | Mutter von Georg und Sylvia, Großmutter von Simon und Pia, Urgroßmutter von Josefine, geht mit David zu Maria nach Indien, kommt aber wieder zurück. Stirbt in 6.04 an einem Herzinfarkt. |
| Simon Schneider                                   | Johannes Nussbaum         | 1.01–3.10            |                                     | 4.01, 4.04                           | Sohn von Maria und Georg, Halbbruder von David, Mitschüler und Ex-Freund von Laura, Freund von Waltraud, Ex-Affäre von Mira, Vater von Josefine, Enkel von Anna, Neffe von Sylvia, Cousin von Pia und Marco, Haupterbe von Josef. |
| Maria Schneider                                   | Gerti Drassl              | 1.01–3.05            | 3.06–3.09                           | 6.04–6.05                            | Hausfrau, Ehefrau von Georg, Kundin von Timo, Patientin von Felix, Mutter von Simon und David, Großmutter von Josefine, Patientin von Barbara, taucht ab Folge 3.05 mithilfe der anderen „Vorstadtweiber“ in Indien unter. |
| Bertram „Berti“ Selig                             | Lucas Gregorowicz         | 1.01–2.10            |                                     |                                      | Lobbyist, stammt aus Deutschland, in 1.01–1.05 Geliebter von Caroline, ab 1.07 Geliebter von Sabine, ab 2.10 neuer Inhaber des „Sattsam“. |
| František „Francesco“ Kovacs †                    | Xaver Hutter              | 1.01–2.09            |                                     | 3.08–3.09 4.04, 4.06                 | Friseur, lieferte Nicoletta illegale Ware und erpresst sie dann damit. Affäre mit Georg, Ex-Geliebter von Joachim, Schulkollege von Milo, stirbt an dem vergifteten Tafelspitz. |
| Sabine „Sabi“ Herold                              | Adina Vetter              | 1.01–2.09            |                                     |                                      | Mittellose Ex-Gattin von Peter Herold, ab 1.07 Geliebte von Bertram, ab 2.01 im Umweltministerium tätig, Ex-Freundin von Helga, Affäre mit Felix. |
| Josef „Joschi“ (von) Steinberg †                  | Simon Schwarz             | 1.01–1.08            |                                     | 6.02                                 | Ministerialrat, Ehemann von Waltraud, in 1.01–1.05 Affäre mit Nicoletta, wird von Joachim erschossen. Taucht in Staffel 6 in einem Traum von Nicoletta auf. |
| Dr. Joachim Schnitzler †                          | Philipp Hochmair          | 1.02–3.10            | 5.01–5.10 6.07–6.09                 | 4.07                                 | Minister, in 1.01–1.08 Affäre von Georg, Ex-Geliebter von Francesco, Mörder von Josef, Bruno, Minister Strobl, Dieter West, Raoul und Chantal, Parteiobmann, Kanzlerkandidat, Patient von Felix, Nachfolger von Strobl, Bruder von Barbara, wird nach einer Geiselnahme auf Rudi Braganas Geburtstagsfeier verhaftet, Mordversuch durch Raoul in 5.10, stirbt nach Sturz von Dach der Psychiatrie. |
| Jörg Pudschedl                                    | Thomas Mraz               | 3.01–6.11            | 1.01, 1.09–1.10 2.02–2.10           |                                      | Major der Kriminalpolizei, Sohn von Bruno und Franziska, Ehemann von Nicoletta, leitet die Ermittlungen im Mordfall Josef Steinberg, Klient von Barbara, ab Staffel 4 Geliebter von Tabata. |
| Dr. Tina Mossaheb-Heldt                           | Proschat Madani           |                      | 1.01–2.10                           | 3.02–3.10 6.07–6.08                  | Rechtsanwältin, Ehefrau von Felix, Kundin von Timo, ab 2.01 bis 2.10 Inhaberin des Edelrestaurants „Sattsam“, Klientin von Barbara, entführt später das Baby von Timo und Maria, 2. Eheschließung mit Felix, Ziehmutter von Vanessas Kindern Oskar und Melanie. |
| Bruno Pudschedl †                                 | Branko Samarovski         |                      | 1.01, 1.04, 1.08–1.10 2.03–3.10     |                                      | Steuerfahnder, Ehemann von Franziska, Vater von Jörg, leitet die Ermittlungen gegen Francesco und Nicoletta, wird von Timo angegriffen, später von Ehefrau verletzt und ist ab da scheinbar behindert, wird später von Joachim Schnitzler ermordet. |
| Dieter West †                                     | Michael Dangl             |                      | 1.01, 1.09–1.10                     | 2.02–3.10                            | Journalist, Vater von Vanessas erstem Sohn, befreundet mit Schnitzler, wird von diesem erschossen. |
| Pia Melzer                                        | Victoria Nikolaevskaja    |                      | 1.02–2.09                           | 6.05, 6.09–6.11                      | Tochter von Sylvia und Hadrian, Schwester von Marco, Stieftochter von Caroline, Enkeltochter von Anna, Cousine von Simon. |
| Helga Pariasek                                    | Sandra Cervik             |                      | 1.02–2.05                           |                                      | Haushälterin von Bertram, saß eine Haftstrafe wegen Mordes an ihrem Ehemann ab, Ex-Freundin von Sabine. |
| Timo                                              | Peter Marton              |                      | 1.03–1.06, 1.08 2.02–3.09 6.01–6.11 |                                      | Callboy und Affäre von Maria, Vater von David, schlägt Vater Pudschedl nieder und kommt ins Gefängnis. In Staffel 6 Cicisbeo von Sonia. |
| Marco Melzer                                      | Nikolaus Barton           |                      |                                     | 1.02                                 | Sohn von Hadi und Sylvia, Bruder von Pia, Enkelsohn von Anna, Neffe von Georg, Cousin von Simon, Stiefsohn und Lover von Caroline, wird von Hadi „rausgehaut“. |
| Laura                                             | Zoë Straub                |                      | 2.01                                | 1.03–1.08                            | Mitschülerin und Ex-Freundin von Simon. |
| Otto Strobl †                                     | Helmut Bohatsch           |                      |                                     | 1.03, 1.05 2.04–2.08                 | Vorgänger von Schnitzler, wird von diesem, nach einem gescheiterten Suizidversuch, aus dem Fenster gestoßen. Vater von Raoul. |
| Lea #1                                            | Anna Katharina Thomashoff |                      |                                     | 1.05, 1.07 2.02 3.10                 | Tochter von Caroline und Peter Herold, Enkeltochter von Marianne, Nichte von Petra. |
| Lea #2                                            | Zita Gaier                |                      |                                     | 4.02–4.05, 4.07–4.08, 4.10           | Tochter von Caroline und Peter Herold, Enkeltochter von Marianne, Nichte von Petra. |
| Marianne Schinnagl                                | Erika Deutinger           |                      |                                     | 1.05, 1.07, 1.08 2.02 3.07, 3.10     | Mutter von Caroline und Petra, Großmutter von Lea. |
| Petra                                             | Simone Fuith              |                      |                                     | 1.05 3.10                            | Adoptivmutter und Tante von Lea, Schwester von Caroline, Tochter von Marianne. |
| Sylvia Melzer † geb. Schneider                    | Julia Stemberger          |                      | 2.01–2.08                           |                                      | Schwester von Georg, Tochter von Anna, Mutter von Pia und Marco, Tante von Simon, Ex-Frau und Affäre von Hadrian, Alkoholikerin, Inhaberin der Immobilienmaklerfirma, in der Georg arbeitet, stürzt sich vom Balkon. |
| Bernd Lang                                        | Lukas Watzl               |                      | 2.06–2.10                           | 1.09                                 | Wahlkampfmanager, Bundeskanzler ab 3.01. |
| Franziska Pudschedl                               | Susi Stach                |                      |                                     | 1.09–1.10 2.02–6.11                  | Ehefrau bzw. ab Folge 3.10 Witwe von Bruno, Mutter von Jörg, ab 4.05 beginnt sie eine Affäre mit Heinz Huber, dem verwitterten Vater von Nicoletta |
| Vanessa Schwarz                                   | Hilde Dalik               | 3.01–6.11            | 2.01, 2.05–2.08                     |                                      | Zweifache Helikopter-Mutter (erstes Kind von Dieter West), Ehefrau von Günter, Ex-Angestellte und schwanger von Felix, Affäre mit Hadi, spätere Komplizin von Milo Albertin, Chefsekretärin von Morena, Partnerin von Werner. Kommt in die Psychiatrie. |
| Dr. Barbara Bragana geb. Schnitzler               | Nicole Beutler            | 4.01–6.11            | 2.01–3.10                           |                                      | Sexual- und Paartherapeutin (Psychologin), Schwester von Joachim, Ex-Frau von Dr. Rudi Bragana, Daueraffäre mit Hadi. |
| Dr. Felix Heldt                                   | Michael Masula            |                      | 2.01–2.10                           | 3.01–6.11                            | Leiter einer Schönheitsklinik, Gynäkologe, Ehemann von Tina, Affäre mit Sabine, Vater von Vanessas zweitem Kind. |
| Chantal Haas †                                    | Helene Stupnicki-Kowalsky |                      | 2.01–6.07                           |                                      | Assistentin von Joachim Schnitzler im Kanzleramt, unterstützt später Schnitzlers Intrigen gegen die Vorstadtweiber, wird von Schnitzler in der Psychiatrie erstickt. |
| Günter Schwarz                                    | Matthias Franz Stein      |                      | 2.04, 2.06–2.08                     |                                      | Ehemann von Vanessa. |
| Melanie                                           | Katharina Haudum          |                      |                                     | 2.05, 2.08–2.09                      | Krankenschwester und Hebamme, Angestellte von Felix. |
| Sedlacek                                          | Klaus Ofczarek            |                      |                                     | 2.07, 2.09                           | Portier im Stundenhotel. |
| Milo Albertin                                     | Murathan Muslu            | 3.01–5.11            | 6.01–6.11                           |                                      | Krankenpfleger (leistet Sozialstunden ab), Wirtschaftsverbrecher mit Beziehungen zur Mafia, in Drogenproduktion mit Gabriel Morena verstrickt, getrennt lebender Ehemann von Livia, Affäre mit Caro. |
| Dr. Rudolf „Rudi“ Bragana                         | Thomas Stipsits           | 3.06–4.03            | 3.03–3.05 6.02–6.04                 |                                      | Homosexueller Rechtsanwalt mit Spezialisierung auf Scheidungsrecht, Ex-Mann von Dr. Barbara Bragana, kurze Affäre mit Georg. |
| Anatol                                            | Wolfgang Pissecker        | 6.01–6.11            | 3.01–5.10                           |                                      | Leibwächter und rechte Hand von Milo Albertin, ebenfalls in Drogenproduktion verstrickt, langjähriger Partner von Uschi, zwischenzeitlich Partner von Sonia. |
| Werner Vogel                                      | Christoph Grissemann      |                      | 3.01–3.10                           | 4.01–6.11                            | Gebrauchtwagenhändler, Chef von Vanessa, später ihr Partner. |
| Mira alias Zorica                                 | Doris Golpashin           |                      | 3.05–3.10                           | 4.01–6.11                            | Edelputzfrau, ehemalige Affäre von Simon, Komplizin von Milo. |
| Sonia Clementi                                    | Ines Honsel               | 4.01–6.11            |                                     |                                      | Tochter von Christa Clementi und Gabriel Morena, Schwester von Livia Morena-Albertin und Georg Schneider, Tante von Alma Albertin und Simon Schneider, beste Freundin von Milo, Partnerin von Leopold Böhm, später Partnerin von Anatol (gemeinsames Kind) und danach Timo. |
| Leopold Böhm †                                    | Laurence Rupp             | 4.01–5.05            |                                     |                                      | Neffe von Anatol, bekommt Job als Fahrer von Milo, Freund von Sonia Clementi, wird von Raoul ermordet. |
| Tabata Goldstaub                                  | Ruth Brauer-Kvam          | 6.01–6.11            | 4.02–5.10                           |                                      | Mordermittlerin, Nachfolgerin von Jörg Pudschedl und später dessen Geliebte. |
| Livia Morena-Albertin                             | Brigitte Hobmeier         | 4.02–4.10            |                                     |                                      | Tochter von Gabriel Morena, Adoptivtochter von Greta Morena, Halbschwester von Sonia Clementi und Georg Schneider, Mutter von Alma Albertin, Ex-Frau von Milo Albertin, Tante von Simon Schneider. |
| Greta Morena †                                    | Andrea Eckert             | 4.02–4.10            |                                     |                                      | Vermeintliche zynische Mutter von Livia, Mutter von Nicoletta Pudschedl geb. Huber, Chefin der Firma Morena. Erhält Sterbehilfe in Zürich. |
| Heinz Huber                                       | Karl Fischer              |                      | 4.01–6.11                           |                                      | Verwitweter Vater von Nicoletta, beginnt Affäre mit deren Schwiegermutter, der Mutter von Jörg. |
| Gabriel Morena †                                  | Miguel Herz-Kestranek     |                      | 4.01–4.10                           |                                      | Vater von Georg, Besitzer der Firma Morena, in illegale Drogenproduktion verstrickt. |
| Dagmar Berg                                       | Dagmar Kutzenberger       |                      | 4.01–4.10, 5.08                     |                                      | Mitarbeiterin im Labor Morena, wird als Mitwirkende in der Drogenproduktion überführt. |
| Herr Stein                                        | Dietmar König             |                      | 4.01–4.06                           |                                      | Mitarbeiter im Labor Morena. |
| Alma Albertin                                     | Alina Schaller            |                      | 4.02–4.10                           |                                      | Tochter von Milo und Livia, wurde von einem Minister geschwängert, was verschwiegen werden soll. |
| Heli Tomatz                                       | Michael Edlinger          |                      | 4.02–4.07                           |                                      | Mitarbeiter von Kommissarin Tabata. |
| Peter Herold                                      | Andreas Kiendl            |                      | 4.05–6.11                           |                                      | Offizieller Partner von Hadi in EU-Scheinagentur, arbeitet auch mit Milo zusammen, Vater von Lea. |
| Francescos Assistent                              | Thea Ehre                 |                      |                                     | 4.05–4.08                            | Assistent von Friseur Francesco. |
| Priska Fischer                                    | Alma Hasun                | 5.01–6.11            |                                     |                                      | Investigativ-Journalistin |
| Leni Gundelmann †                                 | Regina Fritsch            | 5.01–5.10            |                                     |                                      | Assistentin, Schwester und Mörderin von Okka Lamarr, verliebt in Hadrian Melzer. Stirbt infolge eines Autounfalls. |
| Okka Lamarr, geb. Veronica „Vroni“ Gundelmann †   | Dorothee Hartinger        | 5.01–5.08            |                                     |                                      | Designerin von Edelhandtaschen, Schwester von Leni Gundelmann, ehemalige Patientin von Barbara Bragana, Jugendaffäre von Hadrian Melzer. |
| Raoul †                                           | Faris Endris Rahoma       |                      | 5.01–5.10                           | 4.10                                 | Neuer „Vorstadtweiber“-Friseur von Nicoletta, Sonia Clementi, Verhältnis mit Nicoletta, Mörder von Leopold, wird von Joachim Schnitzler erschossen. Sohn von Otto Strobl. |
| Jelena                                            | Valery Tscheplanowa       | 6.01–6.11            | 5.06–5.10                           |                                      | Russin, Partnerin von Peter Herold |
| Olga                                              | Karina Sarkissova         |                      | 5.10–6.11                           |                                      | Russin, Jelenas Geliebte. |
| Dr. Rosenberg                                     | Johannes Silberschneider  |                      | 6.01–6.11                           |                                      | Chefarzt der Psychiatrie, verdankt seine Position Dr. Barbara Bragana und ihrem Bruder Dr. Joachim Schnitzler. |
| Theo Reiter                                       | Christian Strasser        |                      | 6.01–6.11                           |                                      | Pfleger in der psychiatrischen Klinik, Chantals Freund. |
| Dr. Klement Niedrich                              | Alexander Pschill         |                      | 6.02–6.05                           |                                      | Rudis neuer Partner. Urologe, behandelt Georg. |
| Jakob Indracek                                    | Simon Schwarz             |                      | 6.02–6.11                           |                                      | Josef Steinbergs Zwillingsbruder und Wallis vorheriger Verlobter, Landwirt, heiratet Nico, gemeinsame Zwillinge. |
| Helena (von) Steinberg (Klosterschwester Antonia) | Isabel Karajan            |                      | 6.04–6.11                           |                                      | Verschollene Schwester von Waltraud „Walli“ (von) Steinberg, lebt zurückgezogen in einem Kloster; wird dort durch Priska Fischer ausfindig gemacht, um an Wallis Hochzeitsfeier teilnehmen zu können. |
| Uschi                                             | Eva Billisich             |                      | 5.04, 6.06–6.11                     |                                      | Anatols langjährige Partnerin, verlässt ihn, finden wieder zusammen. |

## Drehorte (Auswahl, überwiegend aus den Folgen 1–10)
- Das Haus von Maria und Georg befand sich in der Adolfstorgasse 24. Das Gebäude wurde später abgerissen.
- Die Villa von Caro und Hadi steht an der Adresse Unterer Schreiberweg 24a.
- Nicolettas neue Wohnung ist im obersten Stockwerk des DoubleTree by Hilton (ehemals Radisson Blu Park Royal Palace Hotel) in der Schloßallee 8.
- Wallis Villa steht in der Starkfriedgasse 58.
- Nicolettas Boutique „Null, Acht, Fünfzehn“ ist in Wirklichkeit die „08/15“ in der Obkirchergasse 43.
- Georgs und Joachims heimliches Liebesnest betritt man über den Durchgang Hoher Markt, Landskrongasse 8. Ob die Innenaufnahmen im selben Gebäude gedreht wurden, ist nicht bekannt.
- Hadis Büro hoch über der Stadt ist in der Donaucitystraße 8.
- Das Bistro, in dem man sich gerne zum Plausch am Stehtisch trifft, ist das „Unger und Klein“ in der Herrengasse 6.
- Das Restaurant, in dem die verkleidete Nicoletta heiß mit Josef flirtet, ist das „Vestibül Restaurant“ im Burgtheater.
- Das vornehme Lokal, in dem mehrfach gedreht wurde, ist das „Skopik und Lohn“ in der Leopoldsgasse 17.
- Das Café, in dem mehrfach gedreht wurde, ist das „Cottage“ in der Silbergasse 19.
- Die Szenen an der Schule wurden beim Gymnasium „Billroth73“ gedreht. Walli stalkt dort in mehreren Folgen ihren untreuen Liebhaber Simon, und Caro zertritt im Schulhof mit ihrem Stiletto das Handy eines Schülers, der kompromittierende Aufnahmen von Pia verbreitet hat.
- Der Mord an Josef geschieht  an der „Rieglerhütte“ in der Karl-Bekehrty-Straße 181.
- Josefs Beerdigung wurde auf dem Friedhof Heiligenstadt in der Wildgrubgasse 20 gedreht.

## Kontroversen
Im Zuge der Ausstrahlung der ersten Staffel kam es zu mehreren Beschwerden an die österreichische Medienbehörde KommAustria. So wurde im Jänner 2015 bekannt, dass man Vorwürfe prüft, wonach Kennzeichnungspflichten verletzt wurden. Der ORF wies damals den Verdacht auf Produktplatzierung zurück, und auch die KommAustria sah nach der Prüfung der Beschwerde keinen Verstoß gegen Werbebestimmungen.
In der sechsten Folge der ersten Staffel hatte der ORF eine Dialogszene entfernt, worin Heinz-Christian Strache, der Parteivorsitzende der FPÖ, als schwul bezeichnet wird, was aber im folgenden Satz zurückgenommen wird. Als bekannt wurde, dass der entsprechende Dialogteil in der Fassung für Hörbehinderte im Untertitel weiter zu lesen war, beschwerte sich Strache bei der Medienbehörde. Die Beschwerde wurde zwei Monate später mit der Begründung abgewiesen, dass eine derartige Behauptung nicht aufgestellt wurde.